# Ngỗng Reinland
Ngỗng Reinland (phát âm như là ngỗng Rên-lan) hay Ngỗng Rên (Rhein) là giống ngỗng nhà có nguồn gốc từ vùng Reinland của nước Đức, chúng có nguồn gốc từ vùng phía bắc tỉnh Rheinnanie của nước Đức vào khoảng những năm 1939–1940. Chúng được Việt Nam công nhận là một giống vật nuôi cao sản đồng thời hiện nay được nuôi rất phổ biến ở nhiều nước trên thế giới do có nhiều ưu điểm.

## Đặc điểm
Ngỗng Rên có đặc điểm ngoại hình đặc trưng của giống chuyên thịt. Thân nở, đầu to, mỏ ngắn và khoẻ, có màu vàng da cam. Mắt có màu xanh, mí mắt viền vàng sẫm, đầu không có mào như một số khác. Cổ to hơn hơi ngắn. Thân có kích thước trung bình. Ngực rộng và sâu. Cánh to và khoẻ, nhờ đó ngỗng có thể xoè cánh bay là là trên mặt đất hay mặt nước ao hồ. Chân khoẻ, màu vàng da cam.
Ngỗng có lông màu trắng tuyền. Ngỗng Rên khi trưởng thành ngỗng đực nặng 4.5- 5.0 kg/con, ngỗng cái nặng 3.8-4.3 kg/con. Khối lượng cơ thể lúc 77 ngày tuổi, con mái nặng 3,6 kg, con trống nặng 4,0 kg/con. Thành thục lúc 7,5 tháng tuổi. Năng suất trứng 57 quả /mái/năm. Tỷ lệ phôi 88-92%, tỷ lệ nở/phôi 75,4%. Ngỗng được nuôi để lấy thịt, vỗ béo lấy gan và lấy lông.
Tiêu chuẩn chọn giống: Trong việc chọn ngỗng trống, chọn những con có lý lịch rõ ràng, có các chỉ tiêu giống của ngỗng bố về tốc độ sinh trưởng và khả năng cho phôi cao, màu lông phải đặc trưng cho giống (trắng tuyền đối với ngỗng Rheinland, màu lông xám đối với ngỗng cỏ), đầu to, mắt sáng, dáng hùng dũng, gai giao cấu có hình chấm đậu, khối lượng đạt 4,2 - 4,5 kg/con (Rheinland); 3,8 - 4,2 kg/con (ngỗng cỏ).
Chọn ngỗng mái: Chọn những ngỗng mái xuất phát từ các con mẹ có khả năng đẻ trứng tốt, thời gian đẻ kéo dài và tỷ lệ phôi cao, không có tính đòi áp. Màu lông phải đặc trưng cho giông (trắng tuyền vời ngỗng Rheinland, màu lông xám với ngỗng cỏ) đầu nhỏ, mắt sáng, dáng thanh hình thoi, vòm bụng nở, khối lượng cơ thể đạt 3,6 - 3,8 kg lúc 77 ngày tuổi (Rheinland); có màu lông xám 3,5 - 3,7 kg lúc 120 ngày (ngỗng cỏ).

## Sinh sản

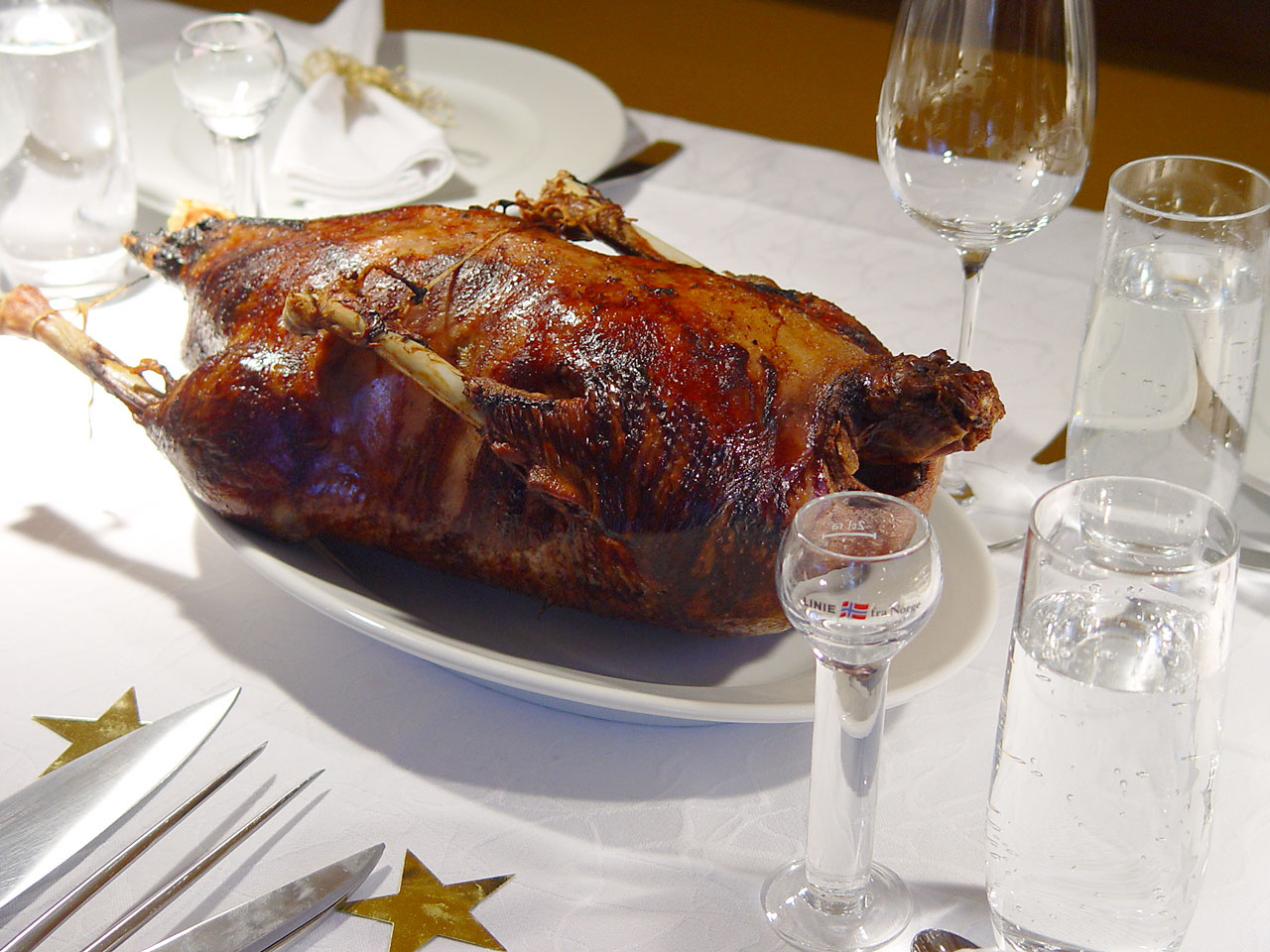
Một con ngỗng quay ở Đức

Bình quân ngỗng mái đẻ được 45 – 55 quả mỗi vụ, năm thứ hai ngỗng mái đẻ cao hơn, khối lượng từ 120 – 200g. Tỷ lệ ngỗng đực là 1/4. Tuổi đẻ của ngỗng mái khoảng 220 – 250 ngày. Ngỗng Rên Có tốc độ sinh trưởng nhanh, đến tám tuần tuổi ngỗng có bộ khung to nhưng chưa có nhiều thịt, phải nuôi thêm 2 – 3 tuần nữa thì mới có thể đưa vào chế biến và nhồi béo lấy gan. Khối lượng cơ thể 10 tuần tuổi đạt 3,7 - 3,9 kg. Nuôi nhốt công nghiệp có thể đạt 4,5 kg, ngỗng cái nhỏ hơn ngỗng đực khoảng 0,5 – 0,8 kg tuỳ tuổi giết thịt. Ngỗng Rên rất phù hợp để nhồi lấy gan.

## Du nhập
Giống ngỗng Reinland được nhập vào Việt Nam năm 1976 từ Hungari. Ngỗng được nuôi ở nhiều nơi thuộc vùng Đồng bằng Sông Hồng như Gia Lâm, Đông Anh (Hà Nội), Cẩm Giàng (Hải Dương), Khoái Châu (Hưng Yên), Yên Phong, Việt Yên (Bắc Giang), Vĩnh Yên, Vĩnh Lạc (Vĩnh Phúc). Chúng được Chính quyền Việt Nam công nhận là giống vật nuôi cao sản ngoại nhập Viện Chăn Nuôi Việt Nam (National Resarch Institute of Animal Science- NIAS) đã có công trình nghiên cứu thích nghi giống ngỗng Rheiland và được Nhà nước công nhận giống năm 1986, là tiến bộ kỹ thuật được áp dụng vào sản xuất ở Việt Nam.